# Scar Tissue
Scar Tissue è un brano musicale del gruppo rock statunitense dei Red Hot Chili Peppers, estratto come primo singolo dall'album Californication.

## Descrizione
Scar Tissue è stata una delle prime canzoni dei Red Hot a rappresentare la loro svolta sonora, preannunciata con l'album One Hot Minute e confermata con Californication. Infatti si tratta di una ballata melodica, caratterizzata da un riff orecchiabile in incipit e da alcuni assoli particolari. Secondo alcuni, il testo celebra il tema della "rinascita", e nella fattispecie quella del chitarrista John Frusciante: questi aveva lasciato il gruppo nel 1992 ed ebbe poi serie difficoltà con l'eroina, prima di disintossicarsi e di riunirsi ai Red Hot.

## Video musicale
Il video per "Scar Tissue" è stato diretto da Stéphane Sednaoui, e rappresenta un sequel non ufficiale di quello per "Give It Away". Questo clip, anch'esso diretto da Sednaoui, mostrava i Red Hot Chili Peppers che sperimentavano il loro classico funk rock in un deserto in bianco e nero.
Otto anni dopo riappaiono in un deserto, ma non sono più in bianco e nero e si ripresentano molto più tranquilli. All'inizio si vede John Frusciante alla guida, metafora del suo ritorno alla guida musicale del gruppo (nella vita reale non guida nessun'auto). I quattro appaiono tutti feriti ed incerottati, mentre viaggiano in un'auto arrugginita e suonano strumenti musicali a pezzi sulla strada del "ritorno". Il video termina dopo 30 secondi di assolo chitarristico di John, durante il tramonto. Alla fine Frusciante getta via la chitarra.

## Successo commerciale
Scar Tissue è tra le canzoni di maggior successo del gruppo californiano, e per 16 settimane è rimasta al primo posto della classifica Billboard Alternative Songs. Pubblicata alla fine del 1999, arrivò al numero nove di Billboard e al numero 15 in Gran Bretagna. Fu premiata nel 2000 con un Grammy Award, come Best Rock Song.

## Tracce

### CD singolo (1999)
1. Scar Tissue (album) – 3:37
2. Gong Li – 3:43 – non pubblicato precedentemente
3. Instrumental #1 – 2:48 – non pubblicato precedentemente

### CD singolo (slipcase, 1999)
1. Scar Tissue (album) – 3:37
2. Gong Li – 3:42 – non pubblicato precedentemente

### Cassetta (1999)
1. Scar Tissue (album)
2. Gong Li – non pubblicato precedentemente

### Singolo jukebox
1. Scar Tissue (album) – 3:37
2. Gong Li – 3:42 – non pubblicato precedentemente

## Formazione
- Anthony Kiedis - voce
- John Frusciante - chitarra, cori
- Flea - basso, cori
- Chad Smith - batteria, shaker